# Elisabeth Hilmo
Elisabeth Hilmo (29 novembre 1976) è un'ex pallamanista norvegese.

## Palmarès

### Olimpiadi
- 1 medaglia:
  - 1 bronzo (Sydney 2000)

### Mondiali
- 2 medaglie:
  - 1 oro (Danimarca/Norvegia 1999)
  - 1 argento (Italia 2001)

### Europei
- 3 medaglie:
  - 2 ori (Paesi Bassi 1998; Ungheria 2004)
  - 1 argento (Danimarca 2002)